# Dendrochilum auriculare
Dendrochilum auriculare är en orkidéart som beskrevs av Oakes Ames. Dendrochilum auriculare ingår i släktet Dendrochilum och familjen orkidéer. Inga underarter finns listade i Catalogue of Life.